# Ebbsfleet United Football Club
O Ebbsfleet United Football Club é um time de futebol inglês fundado em 1946 e que hoje está na 5ª divisão (National League). 
Até maio de 2007 o clube se chamava Gravesend & Northfleet. A mudança no nome foi feita após consulta pública tendo como motivo principal o fato de que o novo patrocinador, a Eurostar, administra os trens que servem a estação local chamada Ebbsfleet International railway station.
Ficou mundialmente conhecido quando foi noticiado que, estando à beira da falência, abriu o seu capital para todos pela internet, existindo a possibilidade de os próprios torcedores adquirirem uma acção por pessoa ao preço de 35 libras esterlinas.
Em novembro de 2007, a associação MyFootballClub anunciou que tinha alcançado um acordo, através de voto dos membros, para a compra do clube. Todos os associados podem participar de diversas votações, opinando sobre tudo o que acontece no clube, como preço dos ingressos, patrocinadores, e iniciativas para arrecadação de fundos.
Ao final da temporada 2009-10, a equipe foi rebaixada para a 6ª divisão. A equipe foi inteiramente reformulada e, para evitar maiores prejuízos financeiros, mudou sua situação para semiprofissional. O treinador Liam Daish, porém, foi mantido, e montou uma jovem equipe que, em 15 de maio de 2011, venceu o playoff da liga e conquistou o acesso de volta à 5ª divisão.

## Conquistas
- Blue Square Bet South Playoffs: 1

Campeão: 2010-11
- FA Trophy: 1

Campeão: 2007-08
- Kent Senior Cup: 8
  - Campeão: 1948-49, 1952-53, 1980-81, 1999-2000, 2000-01, 2001-02, 2007-08, 2013-14
  - Vice-campeão: 1947-48, 1976-77, 1990-91, 2005-06

- Isthmian League Premier Division : 1

2001-02
- Southern League Southern Division: 2
  - Campeão: 1974-75, 1993-94
  - Vice-campeão: 1988-89

- FA Cup
  - Melhor resultado: 4th Round, 1962-63

- Southern League South Eastern Section
  - Vice-campeão: 1958-59

- Southern League: 1

1957-58